# Aporembia sturmi
Aporembia sturmi är en insektsart som beskrevs av Ross 2003. Aporembia sturmi ingår i släktet Aporembia och familjen Anisembiidae.
Artens utbredningsområde är Colombia. Inga underarter finns listade i Catalogue of Life.